# Статус: Обновлён
«Статус: Обновлён» (англ. Status Update) — американская комедия от режиссёра Скотта Спира («Шаг вперёд 4») и сценариста Джейсона Филарди («Папе снова 17»). В ролях — Росс Линч, Оливия Холт и Джош Островский.
Фильм вышел в российский прокат 10 мая 2018 года.

## Сюжет
Мы оцениваем друг друга по количеству подписчиков и гоняемся за лайками, чтобы обрести популярность. Кайл живёт точно так же, не выпуская из рук телефон, а из-под ног — скейт. Неожиданно ему достаётся новый смартфон с уникальным приложением — теперь любой опубликованный им пост воплощается в реальность. Счастливчик обретает даже больше, чем мог себе представить, но быть в эпицентре мира, оказывается, не так-то легко….

## В ролях
- Росс Линч — Кайл
- Оливия Холт — Дани
- Джош Островский — Бородач
- Кортни Итон — Шарлотта
- Грегг Салкин — Дерек

## Производство
В ноябре 2014 года издание The Hollywood Reporter анонсировало, что Росс Линч сыграет главную роль в комедии «Статус: Обновлен». Идея фильма принадлежит сценаристу фильма «Папе снова 17» Джейсону Филанди. В 2016 году стало известно, что продюсированием комедии «Статус: Обновлен» совместно займутся компании Offspring Entertainment, Brightlight Pictures и Voltage Pictures
, а режиссёром картины стал Скотт Спир.
Съёмки фильма «Статус: Обновлен» проходили в Ванкувере летом 2016 года.

### Прокат
Для показа в российских кинотеатрах фильм приобрела кинопрокатная компания «Вольга». «Статус: Обновлен» вышел в России 10 мая 2018 года.